# GrandOrgue
GrandOrgue is een gratis en opensource virtueel pijporgel-programma.
Het is oorspronkelijk ontwikkeld als MyOrgan, een gratis versie van Hauptwerk 1, waarvan de ontwikkeling begon in 2006. De oorspronkelijke auteur droeg het copyright daarvan over aan Milan Digital Audio in 2008. De ontwikkeling van de gratis opensource versie van MyOrgan werd daarna door anderen overgenomen onder de naam GrandOrgue. De belangrijkste ontwikkelaars van GrandOrgue zijn Lars Palo, Oleg Samarin and Denis Roussel. Het heeft versies voor Linux, Windows en Mac OS X.
GrandOrgue is een gratis alternatief voor het Hauptwerk-programma. Voor het gebruiken van GrandOrgue zijn meerdere virtuele replica's van bestaande orgels te downloaden. Deze virtuele replica's worden 'samplesets' genoemd. Gratis samplesets zijn onder meer vervaardigd door Lars Palo, Piotr Grabowski, Dietrich Wierczeyko en anderen. Ook zijn er ODF's (orgel definitie files) te downloaden die gemaakt zijn van gratis beschikbare (demo) samplesets voor Hauptwerk.

## Techniek
Om GrandOrgue te kunnen gebruiken, moet eerst een sampleset worden geladen. Bij de ontwikkeling van een sampleset worden alle pijpen van een bestaand pijporgel met hoogwaardige opnameapparatuur opgenomen, verdeeld per register en klavier. De geluidsopname per pijp bestaat uit een kort geluidsfragment van 2 tot 10 seconden. Dit geluidsfragment heet een sample. GrandOrgue bootst vervolgens de levendigheid van het originele orgel na. Aan deze levendigheid van het geluid wordt onder meer bijgedragen door mogelijk gebruik van meerdere aanslag-/vrijgavesamples, van opgenomen tremulant-samples, van meerkanaals audiodistributie van samples en van impulsresponsbestanden. De sampleset wordt geladen in het werkgeheugen van de pc. Het benodigde werkgeheugen is afhankelijk van de grootte van de sampleset, het aantal te laden registers en het sample formaat. In de praktijk neemt een kleine sampleset 2 tot 8 gigabyte in beslag. Grote samplesets vragen om (veel) meer geheugenruimte.
Een sampleset zorgt samen met de oorspronkelijke akoestiek van de ruimte voor een hoge mate van authenticiteit. GrandOrgue wordt volledig door MIDI bestuurd. Een grafische weergave van de originele speeltafel maakt het mogelijk om de registers op het scherm of via een touchscreen in- en uit te schakelen, waarbij besturing via MIDI ook mogelijk is.
Om het programma in te richten en aan te sluiten op een orgel of keyboard met MIDI, is enige basiskennis van MIDI vereist. Voor het gebruik van GrandOrgue is een MIDI-compatible keyboard of orgel, een MIDI-interface en een snelle pc met voldoende werkgeheugen noodzakelijk. Het spel met de sampleset is te beluisteren via een koptelefoon of via een op de pc aangesloten geluidsinstallatie.

## Verwijzingen
1. ↑  Release 3.15.4-1 (20 december 2024). Geraadpleegd op 23 december 2024.
2. ↑  Using MyOrgan (2009). Geraadpleegd op 5 juni 2018.
3. ↑  Palo, Lars, Lars Palo Virtual Pipe Organs. virtuele pijporgels.
4. ↑  Piotr Grabowski instruments. virtuele pijporgels.
5. ↑  Dietrich Wierczeyko Instrumente. virtuele pijporgels.
6. ↑  GrandOrgue samplesets via GitHub.